# Jerry Siebert
Jerome Francis „Jerry“ Siebert (* 6. Oktober 1938 in Los Angeles; † 30. Dezember 2022 in Golden, Colorado) war ein US-amerikanischer Mittelstreckenläufer, der sich auf die 800-Meter-Distanz spezialisiert hatte.
Bei den Olympischen Spielen erreichte er 1960 in Rom das Halbfinale und wurde 1964 in Tokio Sechster.
1962 und 1964 wurde er US-Meister über 880 Yards bzw. 800 m. Seine persönliche Bestzeit über 880 Yards von 1:47,0 min (entspricht 1:46,3 min über 800 m) stellte er am 9. Juni 1962 in Palo Alto auf.